# Mesoheros ornatus
Mesoheros ornatus es una especie de pez cíclido de agua dulce del género Mesoheros, al cual fue transferida en el año 2015 desde Cichlasoma, género donde fue tradicionalmente conocida durante más de un siglo. Habita en ambientes acuáticos tropicales del noroeste de Sudamérica.

## Taxonomía
Esta especie fue descrita originalmente en el año 1905 por el ictiólogo británico Charles Tate Regan, con la combinación: Cichlosoma ornatum. En el año 2015 los ictiólogos Caleb D. McMahan y Prosanta Chakrabarty lo trasladaron al género Mesoheros.
Etimología
Etimológicamente el nombre genérico Mesoheros se construye con “meso” que en idioma castellano es utilizado como una de las maneras de distinguir al territorio comprendido entre América del Norte y del Sur, es decir Centroamérica (ergo: Mesoamérica), dado que estos cíclidos sudamericanos forman un conjunto filogenéticamente anidado en un clado de cíclidos mesoamericanos. La segunda parte del término ("heros") refiere al nombre utilizado frecuentemente en los epítetos de muchos géneros de cíclidos neotropicales.
Comentarios filogenéticos
Estudios filogenéticos moleculares de cíclidos neotropicales indicaron que esta especie, al igual que las otras dos del género Mesoheros, está relacionada con un clado predominantemente centroamericano (Heroini).

## Distribución
Esta especie se distribuye en Colombia y Ecuador, siempre en cuencas del Pacífico, en los ríos Durango, San Javier y Patía.